# 僕たちの未来 (家入レオの曲)
「僕たちの未来」（ぼくたちのみらい）は、家入レオの楽曲。彼女の12枚目のシングルとして2016年5月11日にColourful Records（JVCケンウッド・ビクターエンタテインメント）からリリースされた。

## 解説
日本テレビ系テレビドラマ『お迎えデス。』主題歌として書き下ろされた楽曲で、希望にあふれる歌詞と壮大なコーラスワークを特徴とするポップ・チューン。家入にとっては6度目のテレビドラマ主題歌であり、福士蒼汰が出演するドラマの主題歌を担当するのは3度目となる。家入は本曲について、「今まで内省的で孤独な歌詞を作ることが多かった私から、自然と『僕たち』という前向きな言葉が出てきたように、ドラマの出演者のみなさん、この曲を聴いていただいたみなさんと一緒に未来を築いていきたい、という強い想いが伝わったら嬉しいです」と話している。
MVは映画監督の坂本あゆみが制作を担当。坂本が曲の雰囲気から自身の故郷・熊本県阿蘇地方のイメージを思い浮かべたため、同地でのロケーション撮影が行われた。MVは家入と、坂本の友人の子供である6人の小学生が旅をするという内容になっている。
シングル盤は初回限定盤・完全生産限定盤・通常盤の3種類がリリース。初回限定盤にはMVとメイキング画像を収録したDVDが、完全生産限定盤にはグッズ（3色ランダムのトートバックひとつ）が付属する。カップリング曲には新曲「わたしの歌」のほか、初回限定盤には「Hello To The World」、完全生産限定盤と通常盤には「Silly」がそれぞれライブ音源で収録される。

## 収録曲
| #         | タイトル | 作詞               | 作曲               | 編曲                         | 時間  |
| --------- | --- | ------------------ | ------------------ | ---------------------------- | ----- |
| 1.        | 「僕たちの未来」(日本テレビ系土曜ドラマ『お迎えデス。』主題歌 フジテレビ系情報番組『めざましテレビ』「日本つながるプロジェクト」応援ソング 『B.LEAGUE EARLY CUP 2019 KANTO』大会公式テーマソング) | 家入レオ           | 多保孝一           | 多保孝一                     | 4:28  |
| 2.        | 「わたしの歌」 | 家入レオ           | 多保孝一           | 多保孝一・本澤尚之・掛川陽介 | 4:15  |
| 3.        | 「Hello To The World (Live at Zepp DiverCity 2016.2.2)」 | 家入レオ・多保孝一 | 家入レオ・多保孝一 |                              | 4:23  |
| 4.        | 「僕たちの未来 (Instrumental)」 |                    |                    |                              | 4:28  |
| 5.        | 「わたしの歌 (Instrumental)」 |                    |                    |                              | 4:12  |
| 合計時間: | 合計時間: | 合計時間:          | 合計時間:          | 合計時間:                    | 21:49 |

| 全作詞: 家入レオ。 |                                             |           |           |                              |      |
| #                  | タイトル                                    | 作詞      | 作曲      | 編曲                         | 時間 |
| 1.                 | 「僕たちの未来」                            | 家入レオ  | 多保孝一  | 多保孝一                     | 4:28 |
| 2.                 | 「わたしの歌」                              | 家入レオ  | 多保孝一  | 多保孝一・本澤尚之・掛川陽介 | 4:15 |
| 3.                 | 「Silly (Live at Zepp DiverCity 2016.2.2)」 | 家入レオ  | 西尾芳彦  |                              | 5:04 |
| 4.                 | 「僕たちの未来 (Instrumental)」             | 家入レオ  |           |                              | 4:28 |
| 5.                 | 「わたしの歌 (Instrumental)」               | 家入レオ  |           |                              | 4:12 |
| 合計時間:          | 合計時間:                                   | 合計時間: | 合計時間: | 22:30                        |      |

| #  | タイトル                                    | 作詞 | 作曲・編曲 | 時間 |
| -- | ------------------------------------------- | ---- | ---------- | ---- |
| 1. | 「僕たちの未来 (Music Video)」              |      |            | 4:34 |
| 2. | 「僕たちの未来 (Music Video Making Movie)」 |      |            |      |